# FIN scan
Il FIN scan è un tipo di scansione caratterizzata dall'invio di pacchetti TCP anomali alle porte della vittima, aventi solo il flag FIN attivo. Le specifiche tecniche dalla RFC 793 prevedono che un host che riceve un pacchetto con flag FIN attivo, nel caso in cui la porta sia chiusa, risponda con un pacchetto con flag RST attivo, mentre nel caso in cui la porta sia aperta, ignori il pacchetto. Da evidenziare che alcuni sistemi come Windows, Cisco, HP-UX, IRIX non seguono lo standard e rispondono inviando in qualsiasi caso un pacchetto TCP con flag RST attivo rendendo la scansione inefficace.

## Altri tipi di scan
- TCP connect scan
- SYN scan
- ACK scan
- NULL scan
- XMAS scan
- idle scan
- IP protocol scan